# الجرب (أسلم)

تعديل مصدري - تعديل

الجرب هي إحدى قرى عزلة أسلم الوسط بمديرية أسلم التابعة لمحافظة حجة، بلغ تعداد سكانها 115 نسمة حسب تعداد اليمن لعام 2004.